# Megaselia tasmaniensis
Megaselia tasmaniensis är en tvåvingeart som först beskrevs av Malloch 1912.  Megaselia tasmaniensis ingår i släktet Megaselia och familjen puckelflugor.
Artens utbredningsområde är Tasmanien. Inga underarter finns listade i Catalogue of Life.